# Славіша Стоянович
Славіша Стоянович (словен. Slaviša Stojanovič, нар. 6 грудня 1969) — словенський футболіст сербського походження, що грав на позиції захисника. По завершенні ігрової кар'єри — тренер. З 2025 року очолює тренерський штаб команди «Копер».

## Ігрова кар'єра
У дорослому футболі дебютував 1989 року виступами за команду «Слован» (Любляна), в якій провів п'ять сезонів. Своєю грою за цю команду привернув увагу представників тренерського штабу клубу «Любляна», до складу якого приєднався 1995 року. Відіграв за столичну команду наступний сезон своєї ігрової кар'єри.
У 1996 році він недовго грав за «Целє», зігравши дев'ять матчів, після чого повернувся до «Любляни» і в сезоні 1996/97 забив там два голи в 10 матчах. Через часті травми завершив кар'єру у віці 29 років, граючи за клуб «Славія» (Вевче), зігравши вісім матчів в сезоні 1997/98.

## Кар'єра тренера
Розпочав тренерську кар'єру невдовзі по завершенні кар'єри гравця, 1998 року, очоливши молодіжні команди клубу «Слован» (Любляна), де пропрацював з 1998 по 2001 рік і у своєму першому сезоні виграв титули чемпіона країни до 16 та 18 років.
У 2001 році він став головним тренером клубу другої ліги «Лівар» з Іванчна Гориці, де провів один сезон. Влітку 2002 року він став головним тренером іншого клубу другої ліги «Домжале». У своєму першому сезоні він став з командою переможцем другого дивізіону, а надалі під його керівництвом клуб посів друге місце у вищому дивізіону у наступних двох сезонах, а потім «Домжале» двічі поспіль вигравав титул чемпіона Словенії 2006/07 і 2007/08 та один Суперкубок Словенії у 2007 році. За це Стояновича тричі називали тренером року в Словенії — у 2005, 2006 та 2007 роках.
У сезоні 2008/09 років він керував іншим словенським клубом «Целє», після чого став помічником тренера збірної Об'єднаних Арабських Еміратів Сречко Катанеця. Тренерський штаб допоміг команді кваліфікуватися на Кубок Азії 2011 року. У вересні 2011 року після двох поспіль поразок у третьому раунді кваліфікації до чемпіонату світу 2014 року Катанця було звільнено з посади головного тренера, і Стоянович також покинув збірну.
24 жовтня 2011 року Стоянович став новим тренером збірної Словенії після того, як Футбольна асоціація Словенії розірвала контракт з Матяжем Кеком за взаємною згодою раніше того ж дня. Через погані результати у 2012 календарному році (три поразки у перших чотирьох матчах відбору до чемпіонату світу 2014 року), 9 грудня 2012 року було досягнуто взаємної домовленості з федерацією про розірвання контракту.

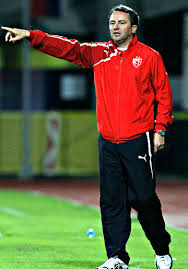
Славіша Стоянович як тренер «Црвени Звезди». 2013 рік.

24 червня 2013 року він замінив Рікарду Са Пінту на посаді головного тренера белградської «Црвени Звезди» із завданням нарешті повернути клубу чемпіонський титул. До клубу прийшли досвідчені та перевірені гравці, такі як Милош Нинкович, Драган Мрджа, Нейц Печник та Никола Міяїлович, але чемпіонат вони почали з несподіваної поразки від «Явора». Слабким місцем команди був захист, але «Црвені Звезді» після невдалого старту все ж таки вдалося скоротити відставання від лідера наприкінці осені, вигравши вічне дербі проти «Партизана» (1:0). В результаті, до зимової перерви, підопічні Стояновича лідирували в турнірній таблиці, перебуваючи на одне очко вище за «Партизан», після чого Стоянович зробив чудовий хід у зимове трансферне вікно, запросивши Деяна Келхара, який разом із Саво Павичевичем утворив тандем центральних захисників. Додаткової енергії «Звезді» додало повернення Дарко Лазовича на поле після перерви через серйозну травму. Під керівництвом Стояновича «Звезда» здійснила феноменальну серію з 15 перемог поспіль (довшу серію перемог «червоно-білі» мали лише під керівництвом Славолюба Муслина) і за один тур до кінця чемпіонату виграла свій 26-й чемпіонський титул, перемігши ОФК Белград з рахунком 4:2, чим поклала край семирічному домінуванню «Партизана». Команда набрала 72 очки в 30 турах і з 66 забитими голами стала найрезультативнішою в лізі. Тим не менш, Стоянович він був змушений піти з тренерського штабу белградської команди 22 липня 2014 року після зміни керівництва, незважаючи на перемогу в чемпіонаті після тривалої посухи.
5 вересня 2014 року він замінив Стенлі Мензо на посаді головного тренера «Льєрса», підписавши контракт до кінця сезону. До нової команди він запросив воротаря Бобана Байковича, який був важливим у здобутті чемпіонського титулу «Црвени Звезди» минулого року, а також свого асистента у тій команді Братислава Живковича. Однак, через низькі результати, Стоянович пішов у відставку 28 січня 2015 року.
13 січня 2016 року Стояновича було призначено новим менеджером китайського клубу «Чанчунь Ятай», однак вже 4 травня 2016 року Славішу було звільнено.
29 липня 2017 року Стоянович став головним тренером клубу Латвійської Прем'єр-ліги «Рига». Під керівництвом Стояновича клуб завершив сезон Прем'єр-ліги 2017 року на 3-му місці та вийшов до фіналу Кубка Латвії, і в кінці року покинув команду, відмовившись продовжувати контракт.
30 липня 2018 року Стоянович був призначений головним тренером болгарського клубу «Левські», замінивши Деліо Россі, але вже 21 січня 2019 року його звільнили з клубу на тлі повідомлень про його майбутній перехід на посаду головного тренера збірної Латвії.
1 березня 2019 року його було затверджено на посаду головного тренера збірної Латвії. Він дебютував на посаді 21 березня у відбірковому матчі до чемпіонату Європи 2020 року проти Північної Македонії, який програв 1:3. Під керівництвом Стояновича збірна Латвії програла перші дев'ять матчів поспіль, але здобула єдину перемогу в останньому матчі відбіркового циклу проти Австрії з рахунком 1:0. 20 січня 2020 року Стояновича було звільнено з посади, його замінив тренер збірної Латвії Дайніс Казакевич. 
У листопаді 2020 року він повернувся на посаду головного тренера «Левські». Поряд з тренерською роллю, він також став новим директором з футболу в клубі. У березні 2021 року Стоянович отримав позитивний результат на COVID-19 і згодом був госпіталізований, провівши 16 днів на «кисні». Він був відсутній на лаві запасних софійського клубу до кінця сезону, після чого 20 травня 2021 року клуб опублікував заяву, в якій оголосив, що контракт Стояновича з клубом не буде продовжено після завершення сезону.
Після тривалого періоду без тренерської діяльності, у березні 2025 року Стоянович очолив тренерський штаб «Копера», з яким посів 3  місце у чемпіонаті сезону 2024/25.

## Титули і досягнення

### Як тренера
- Чемпіон Словенії (2):

«Домжале»: 2006/07, 2007/08
- Володар Суперкубка Словенії (2):

«Домжале»: 2007
- Чемпіон Сербії (1):

«Црвена Звезда»: 2013/14